# 1970 في السودان
فيما يلي الأحداث التي وقعت خلال عام 1960 في السودان.

## رياضة
- منتخب السودان ينال بطولة كأس أمم إفريقيا للمرة الأولى في تاريخة.[1]

## سياسة
- تغير علم الاستقلال مع حكم جعفر النميري.[2]

- قانون تصديق الاتفاق التجاري بين حكومة الجمهورية العراقية وحكومة جمهورية السودان الديموقراطية.[3]
- رجوع عبد الخالق محجوب بعد أن نفاه النميري.[4]